# Botola 1 2009-2010
La stagione 2009-2010 del Campionato marocchino di calcio è la 54 edizione del campionato marocchino di calcio. In questa stagione hanno giocato in 16 squadre per 30 giornate su un totale di 240 partite. È iniziata nel 28 agosto 2009 ed è finita il 18 maggio 2010.

## Squadre partecipanti
| Club                         | Città      | Stadio                           | Stagione             | Risultato |
| ---------------------------- | ---------- | -------------------------------- | -------------------- | --------- |
| Raja Casablanca              | Casablanca | Stade Mohamed V                  | Botola 1 (2008-2009) | 1°        |
| Difaâ d'El Jadida            | El Jadida  | Stadio El Abdi                   | Botola 1 (2008-2009) | 2°        |
| Far Rabat                    | Rabat      | Stade de prince moulay abdellah  | Botola 1 (2008-2009) | 3°        |
| Wydad Casablanca             | Casablanca | Stade Mohamed V                  | Botola 1 (2008-2009) | 4°        |
| Olympique de Khouribga       | Khouribga  | Stadio di Phosphate              | Botola 1 (2008-2009) | 5°        |
| Moghreb Athletic Tétouan     | Tétouan    | Stadio Saniat Rmel               | Botola 1 (2008-2009) | 6°        |
| Maghreb de Fes               | Fès        | Stadio di Fès                    | Botola 1 (2008-2009) | 7°        |
| Association sportive de Salé | Sale       | Stadio Boubker Ammar             | Botola 1 (2008-2009) | 8°        |
| Hassania Agadir              | Agadir     | Stadio di agadir                 | Botola 1 (2008-2009) | 9°        |
| Kawkab de Marrakech          | Marrakech  | Stade de Marrakech               | Botola 1 (2008-2009) | 10°       |
| Olympique Club de Safi       | Safi       | Stadio El Massira                | Botola 1 (2008-2009) | 11°       |
| Jeunesse Sportive El Massira | Laayoune   | Stadio di Sheikh Mohamed Laghdaf | Botola 1 (2008-2009) | 12°       |
| Ittihad Khémisset            | Khemisset  | Stadio di 18 novembre            | Botola 1 (2008-2009) | 13°       |
| Kénitra Athlétic Club        | Kenitra    | Stadio municipale di Kénitra     | Botola 1 (2008-2009) | 14°       |
| Fath Union Sport de Rabat    | Rabat      | Stade de prince moulay abdellah  | Botola 2 (2008-2009) | 15°       |
| Wydad Fes                    | Fès        | Stadio di Fès                    | Botola 2 (2008-2009) | 16°       |

## Classifica
|     | Classifica 2011-2012         | Pti | G  | V  | N  | P  | GF | GS | DR  |
| --- | ---------------------------- | --- | -- | -- | -- | -- | -- | -- | --- |
| 1.  | Wydad Casablanca             | 54  | 30 | 15 | 9  | 6  | 36 | 22 | +14 |
| 2.  | Raja Casablanca              | 52  | 30 | 14 | 10 | 6  | 39 | 26 | +13 |
| 3.  | Difaâ d'El Jadida            | 50  | 30 | 12 | 14 | 4  | 30 | 17 | +13 |
| 4.  | Kawkab de Marrakech          | 44  | 30 | 10 | 14 | 6  | 27 | 19 | +8  |
| 5.  | Olympique de Khouribga       | 43  | 30 | 11 | 10 | 9  | 30 | 26 | +4  |
| 6.  | Hassania Agadir              | 41  | 30 | 10 | 11 | 9  | 33 | 31 | +2  |
| 7.  | Far Rabat                    | 40  | 30 | 10 | 10 | 10 | 21 | 20 | +1  |
| 8.  | Maghreb de Fes               | 39  | 30 | 9  | 12 | 9  | 29 | 26 | +3  |
| 9.  | Kénitra Athlétic Club        | 38  | 30 | 10 | 8  | 12 | 28 | 30 | -2  |
| 10. | Moghreb Athletic Tétouan     | 36  | 30 | 7  | 15 | 8  | 18 | 18 | 0   |
| 11. | Wydad Fes                    | 36  | 30 | 9  | 9  | 12 | 33 | 41 | -8  |
| 12. | Fath Union Sport de Rabat    | 33  | 30 | 9  | 9  | 12 | 24 | 30 | -6  |
| 13. | Jeunesse Sportive El Massira | 33  | 30 | 7  | 12 | 11 | 26 | 33 | -7  |
| 14. | Olympique Club de Safi       | 33  | 30 | 8  | 9  | 13 | 29 | 37 | -8  |
| 15. | Ittihad Khémisset            | 33  | 30 | 7  | 12 | 11 | 15 | 22 | -7  |
| 16. | Association sportive de Salé | 24  | 30 | 4  | 12 | 14 | 15 | 35 | -20 |

| 2 CAF Champions League           |
| 1 Coppa della Confederazione CAF |
| 2 BOTOLA 2                       |

## Premi
| Classement            | Prime        |
| --------------------- | ------------ |
| 1. Wydad Casablanca   | 2 100 000 DH |
| 2. Raja de Casablanca | 1 800 000 DH |
| 3. Difaâ d'El Jadida  | 1 600 000 DH |

## Migliori marcatori
| Place | Joueur                                 | Club                                | Buts |
| ----- | -------------------------------------- | ----------------------------------- | ---- |
| 1     | Omar Hassi                             | Wydad Fes                           | 12   |
| 2     | Omar Najdi                             | Raja de Casablanca                  | 11   |
| 3     | Lys Mouithys Yassine Salhi             | Wydad Casablanca Raja de Casablanca | 10   |
| 4     | Pape Latyr Ndiaye Gerard Bi Goua Gohou | Difaâ d'El Jadida Hassania Agadir   | 9    |
| 5     | Mouhssine Moutouali Samir Sarsar       | Raja de Casablanca Maghreb de Fes   | 7    |